# Ponikła (wieś w województwie podlaskim)
Ponikła – wieś w Polsce położona w województwie podlaskim, w powiecie białostockim, w gminie Dobrzyniewo Duże.
W latach 1975–1998 miejscowość położona była w województwie białostockim.
Wierni kościoła rzymskokatolickiego należą do parafii Zwiastowania Najświętszej Maryi Panny w Dobrzyniewie Kościelnym.